# Отониця
Отониця (словен. Otonica) — поселення в общині Церкниця, Регіон Нотрансько-крашка, Словенія. Висота над рівнем моря: 630,9 м.